# Battista dell’Angolo del Moro
Battista dell’Angolo del Moro (* 1514 in Verona; † um 1574 in Venedig) war ein italienischer Stecher, Maler und Radierer der Renaissance, der in seiner Heimatstadt Verona, aber auch in Mantua und Venedig tätig war.

## Leben
Del Moro war ein Sohn des Malers Altobello di Battista „ab Angulo“ oder „de l’Angulo“ und einer Costanza. Er wird von Filippo Baldinucci und Giorgio Vasari unter verschiedenen Namen genannt, darunter Battista D’Agnolo Veronese oder Battista Angolo del Moro (gewöhnlich Angeli genannt, gelegentlich auch Angelo und Agnolo). Er war ein Schüler von Francesco Torbido del Moro, dessen Tochter Margherita er um 1533/1534 heiratete und dessen Beinamen „del Moro“ er zu seinem eigenen hinzufügte. Das Paar hatte mehrere Kinder darunter den Sohn Marco, den Giorgio Vasari als Maler von Werken aus den Jahren 1665 und 1670 erwähnte. Der Architekt, Bildhauer und Maler Giulio Angelo del Moro oder Giulio del Moro (* 1555 – nach 1615) und Ciro del Moro waren seine Söhne. Er vervollkommnete seinen Stil durch das Studium der Werke von Tizian und malte mehrere Bilder in Öl und Fresko für die Kirchen von Verona, manchmal in Konkurrenz zu Paolo Veronese. Da er überwiegend dekorativen Wandmalereien zur Ausschmückung von Kirchen und Palästen anfertigte, ging ein Großteil seiner Werke verloren. Viele Fresken sind daher nur aus zeitgenössischen Beschreibungen bekannt. Angelo del Moro hatte einen Bruder Girolamo, einen Freskenmaler war.
An der Kirche Sant’Eufemia hatte er eine Außenwand mit dem Fresko des Paulus vor Ananias verziert, das mit großer Sorgfalt herausgesägt und in das Innere der Kirche versetzt wurde. Sein Kolorit ist kräftiger als das seines Lehrers und sein Entwurf anmutiger. So ist sein Bild in San Stefano Ein Engel, der den Unschuldigen die Palmen des Martyriums überreicht. Er malte auch in Venedig, Mantua und Murano.
Von Battista gibt es mehrere leichte, aber schwungvolle Radierungen, in denen die Extremitäten der Figuren in einem sehr meisterhaften Stil gezeichnet sind. In Zusammenarbeit mit Battista Vicentino stach er eine Reihe von fünfzig Landschaften, meist nach Tizian, die in einem kühnen, freien Stil ausgeführt sind. Er arbeitete in Mantua unter Giovanni Battista Bertani.
Sein Stil hatte Einfluss auf andere Künstler seiner Zeit wie seinen Sohn Marco, Giovanni Battista Pittoni (1508/1520–1583), Giovanni Battista und Giulio Fontana, Paolo Farinato, Orazio Farinato oder Angelo Falconetto.

## Werke (Auswahl)
Fresken
- Dom von Mantua,

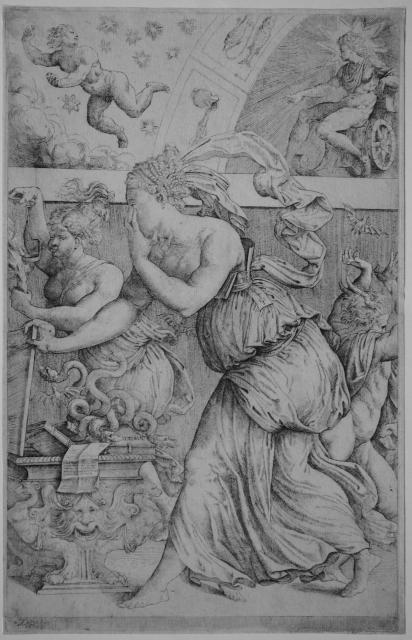
Battista dell’Angolo del Moro, Pandora öffnet die Vase oder Allegorie des Lichts, 1557

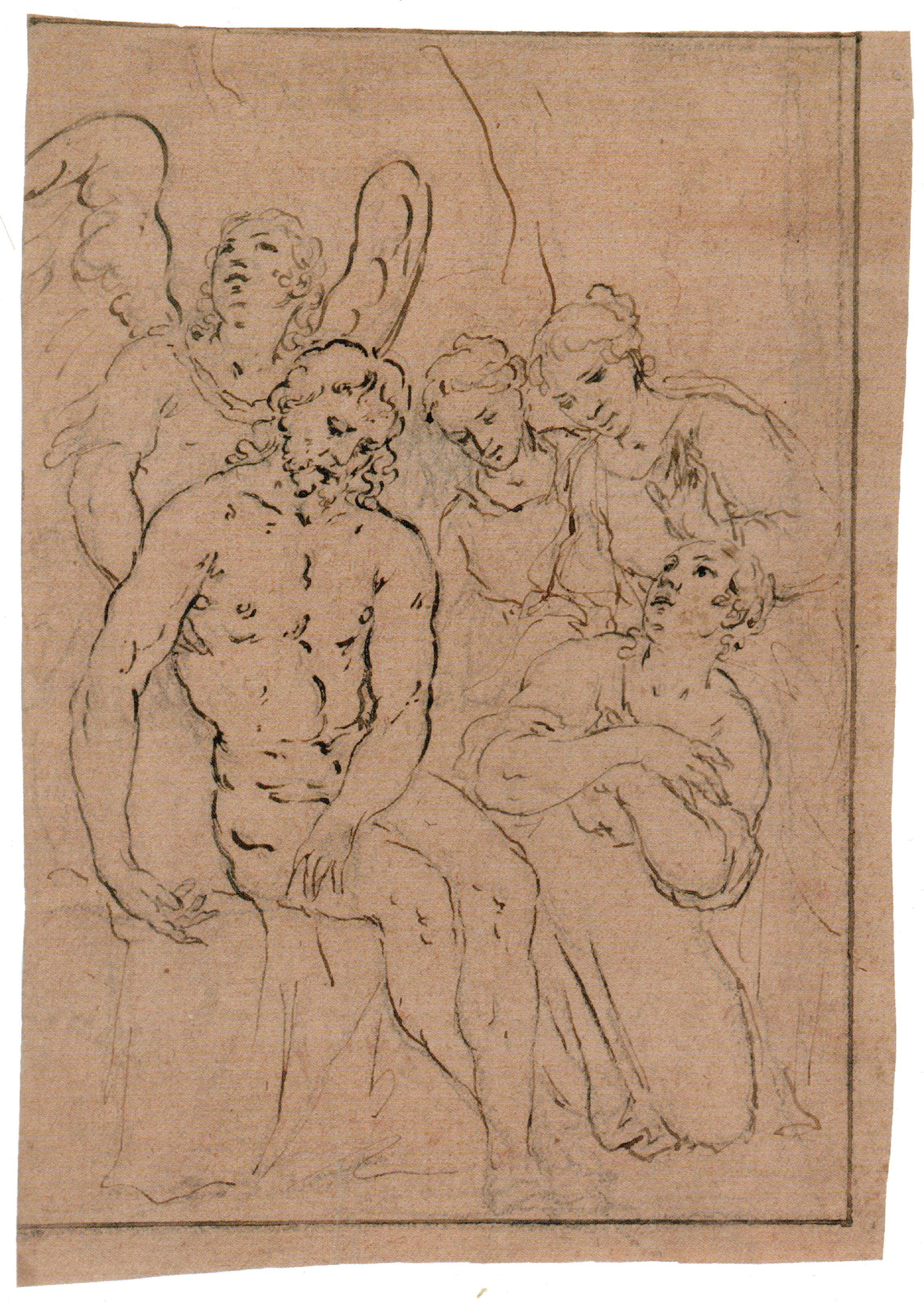
Battista dell’Angolo del Moro, Toter Christus mit Engel und drei Marien

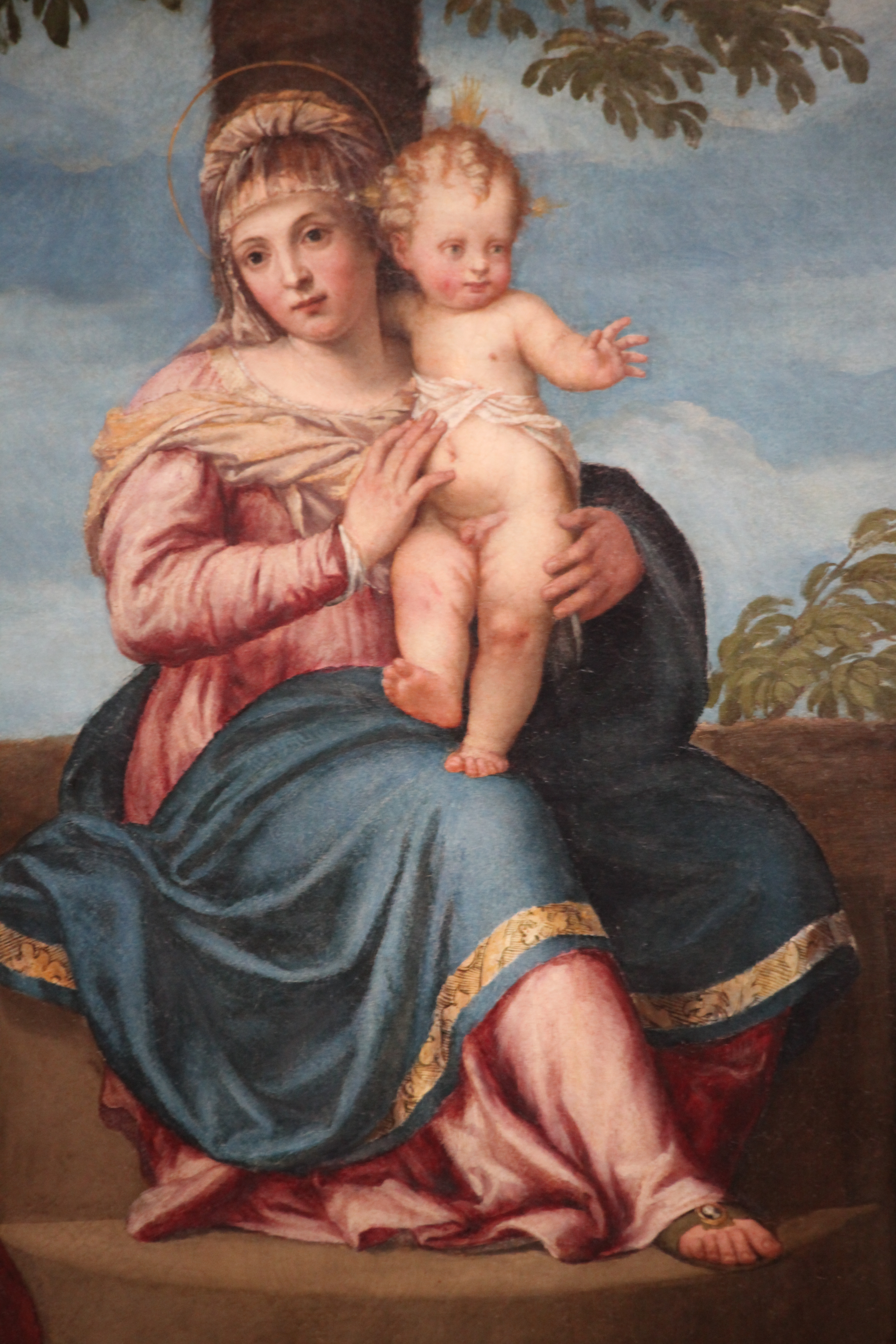
Battista dell’Angolo del Moro (zugeschrieben), Madonna mit Kind „Pala Marcello“

- Palazzo Canossa (1545/1550, nach Vasari zwei Zimmer, sowie Friese mit Kämpfenden in einem dritten Raum) nicht mehr vorhanden
- Palazzo Bevilacqua (1561)
- Palazzo Sambonifacio-Carton (1552/1553)
- Palazzo Pindemonte-Bentegodi (1556) nicht mehr vorhanden
- Domkomplex von Verona
- Paulus vor Ananias, Kirche Sant’Anastasia
- Engel, der die Handflächen der Märtyrer den Unschuldigen darbietet, Kirche Santo Stefano

Radierungen
- Die Geburt Christi oder die Anbetung der Hirten; nach Parmigianino
- Die Jungfrau mit dem Christuskind und dem heiligen Johannes; B. A. del Moro, fec
- Die Heilige Familie mit der Heiligen Elisabeth und dem Heiligen Johannes; nach Raffael
- Eine weitere Heilige Familie; nach demselben
- Das Martyrium der Heiligen Katharina; nach Bernardino Campi
- Die Taufe Christi durch den Heiligen Johannes; nach demselben

Andere
- Dekoration des Palazzo Trevisan (1556/1557), Murano, gemeinsam mit seinem Sohn Marco
- Treppenverzierung der Biblioteca Marciana, (1559/1560) Venedig
- Ablagerung, Pfarrkirche San Benedetto, Limone sul Garda

## Ausstellungen (Auswahl)
- Da Tiziano a El Greco : per la storia del manierismo a Venezia, 1540–1590. Palazzo Ducale, September bis Dezember 1981.[13]
- La collezione di stampe antiche. 1985 im Museo di Castelvecchio, Verona[14]